# بشكينة
البُشكِينة هو جنس من أربعة أنواع معروفة من النباتات المعمرة الدوفصية في الفصيلة الهليونية ضمن الفُصيلة إشقيلاوات. مهدها منطقة القوقاز والشرق الأوسط. تزرع البشكينة الإشقيلية نبات زينة.